# Jozef Van Eetvelt
Jozef Van Eetvelt, né le 1er septembre 1937 à Mariekerke est un homme politique belge flamand, membre du CD&V.
Il est candidat en philosophie et lettres; ancien professeur; ancien fonctionnaire; administrateur général de l'Institut national des Invalides de guerre.

## Distinctions
- Chevalier de l'Ordre de la Couronne.
- Officier de l'Ordre de Léopold.
- Médaille civique de 1re classe.

## Fonctions politiques
- Bourgmestre de Bornem.
- Sénateur provincial du 28 octobre 1985 au 8 novembre 1987
- Sénateur élu direct du 13 décembre 1987 au 17 octobre 1991.
- Député fédéral belge du 24 novembre 1991 au 10 avril 2003.